# Ismaila Lassissi
Ismaila Lassissi (11. září 1969, Abidžan) je bývalý ragbista Pobřeží slonoviny, který hrál jako rváček a vazač. Za Pobřeží slonoviny odehrál 8 zápasů. Zúčastnil se MS 1995, kde odehrál všechny tři zápasy. Potom odešel hrát do Francie a za Pobřeží slonoviny už nikdy nenastoupil. V roce 2000 mu bylo nabídnuto hrát za francouzskou reprezentaci, nicméně kvůli dřívějšímu hraní za jinou zemi nemohl za Francii nastoupit.
Svou kariéru ukončil v roce 2003 kvůli zranění kolena. V roce 2012 a 2013 byl trenérem útoku Aviron Castrais. Věnuje se zemědělsko-potravinářskému průmyslu. Původně hrál fotbal a na ragby se dal na střední škole díky učiteli tělesné výchovy, který byl ragbyovým reprezentantem Pobřeží slonoviny.

## Klubová kariéra
- ? – 1995 Burotic Abidjan
- 1995–1997 Stade Rodez Aveyron
- 1997–2003 Castres Olympique